# ブランクフォール
ブランクフォール （Blanquefort、オック語:Blancahòrt）は、フランス、ヌーヴェル＝アキテーヌ地域圏、ジロンド県のコミューン。

## 地理
ボルドー都市共同体に属するコミューンである。ガロンヌ川やジャル・ド・ブランクフォール川に近い、コミューンの東半分は、かつては沼地であった。オランダ人技師によって17世紀から沼地の排水が進められたが、そこは洪水の危険と隣り合わせであった。
コミューンの東半分は広大な森、ブドウ畑と集落とに分けられる。ワインを生産するシャトーはまちの重要な経済活動であり、景観の構造に貢献している。
1970年代と1980年代に急成長したあと、まちの人口は若年層が多いが停滞しているようである。学校は公立私立ともに多い。人口の増加は都市のインフラ構造を推進させた。まちの他の部分では、中流階級の郊外住宅地の特徴である曲線状の通り沿いに細分化された一軒家が並び、一方で中心部の都市化は、平均的な集合住宅群の存在によって示されている。

## 歴史

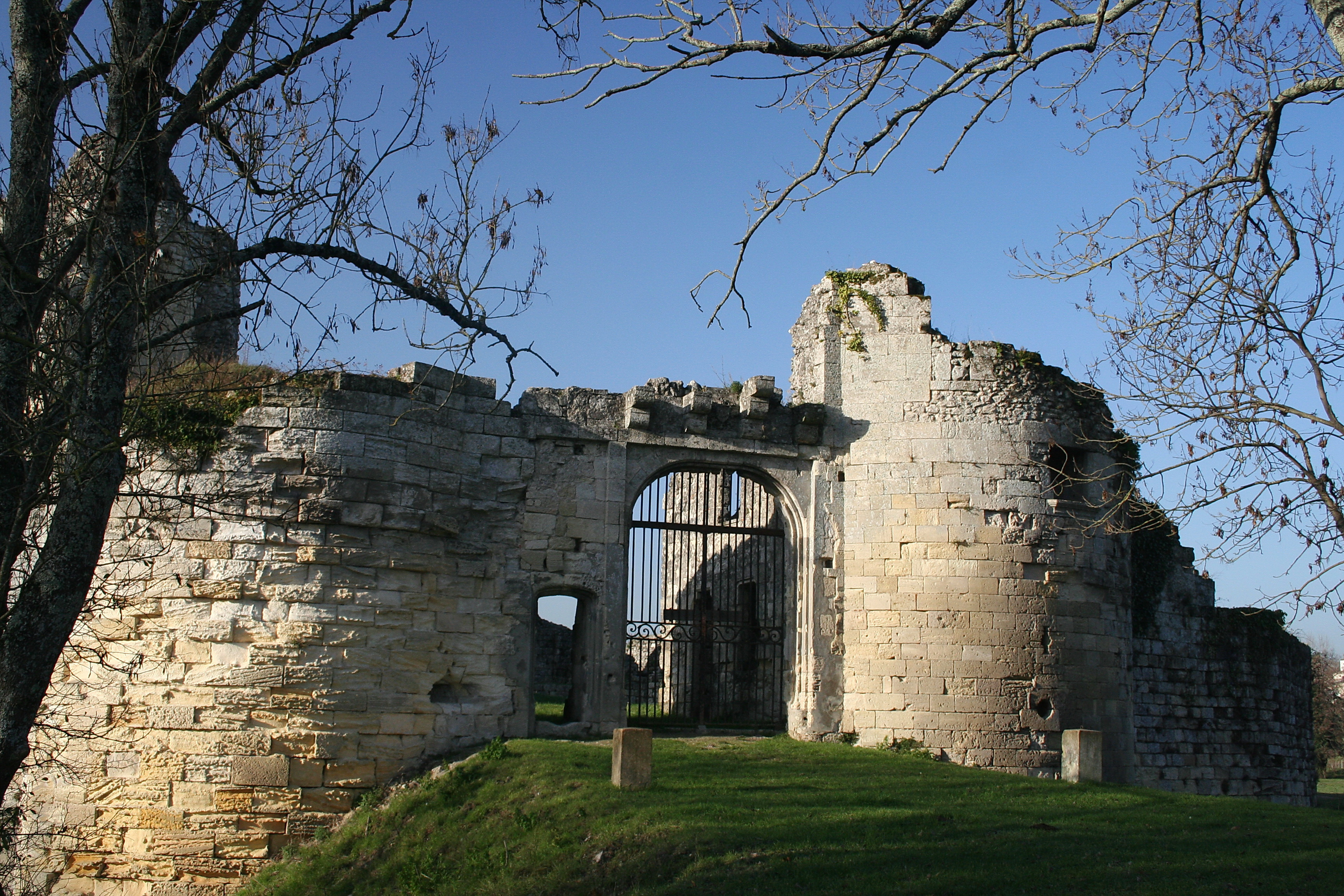
ブランクフォール要塞の廃墟

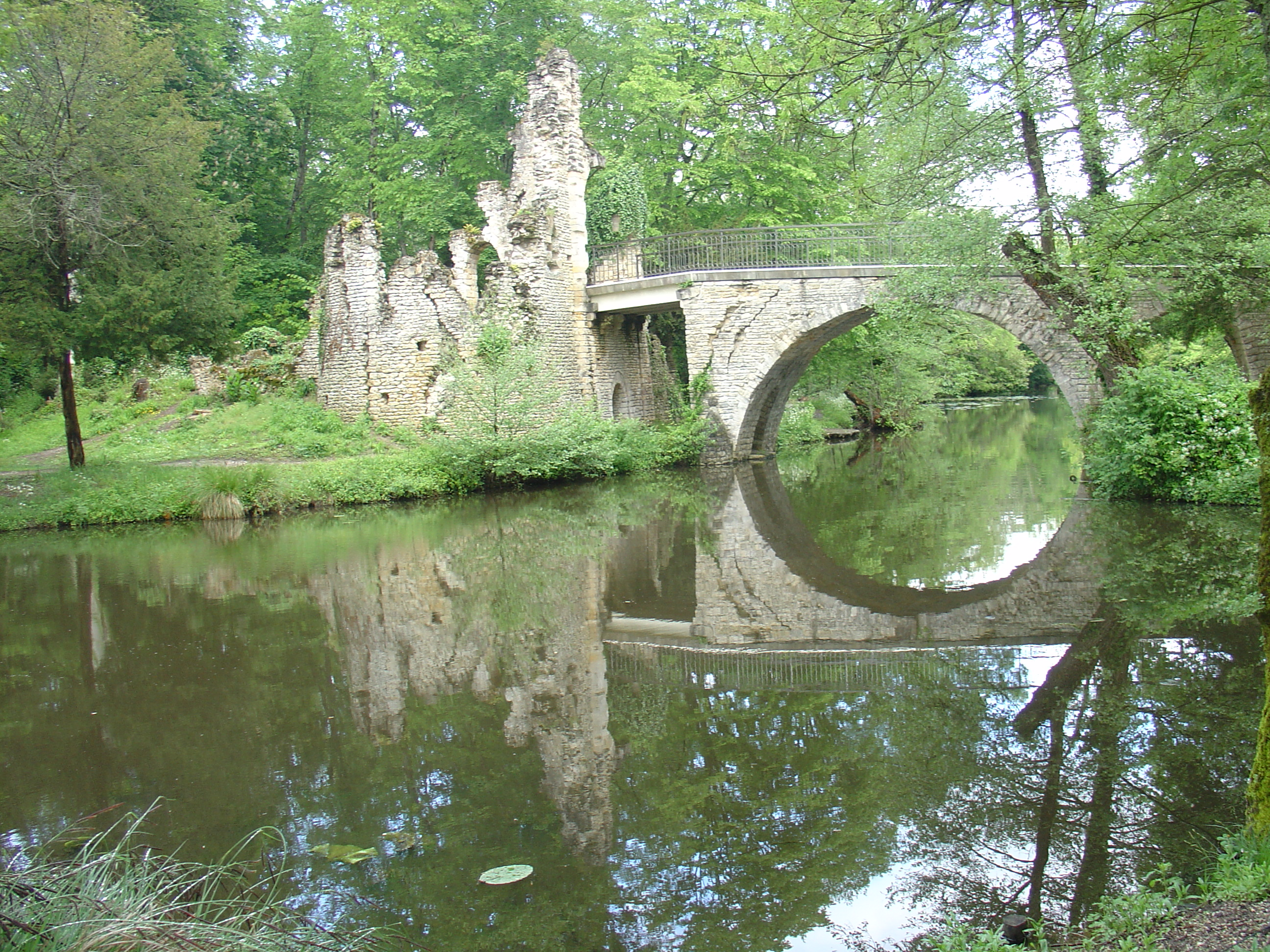
マジョラン公園。19世紀後半にブルジョワ階級の人物がつくらせた庭

人が定住した最古の記録は先史時代に遡る。紀元前1500年頃の青銅器時代には、川のそばに定住地があった。川はまちの南に向かって境界線の役割を果たしていた。川沿いや中世の要塞跡からは、陶器のかけらが発見されている。この場所はローマ時代から占領されていたことが、発掘されたローマのタイルや硬貨で立証されている。建物やその他の遺構から、この地はブルディガラ（ボルドー）からメドックのノヴィオマグスへ通じるローマ街道沿いの監視所か通関所であったのだろう。
ブランクフォールの教会の地下にある、メロヴィング朝時代のサルコファガスによって証明されるように、村が中世初期に既に誕生していた。また、ガリアに福音を伝えた聖マルタンに聖堂が捧げられていることは、まさにまちの遠い起源を思い起こさせる。
11世紀半ば、最初のブランクフォール領主がたち、彼らは石でロマネスク様式の城を初めて建てた。そこにはおそらく原始的な木造の塔もあった。城はボルドーからメドックへ向かう道路上に建てられていた。この道路は通行料を徴収するうえで主要な軸であったからである。沼地に囲まれた白い建物—石灰岩でつくられていた—は、まだ教会が木造であった時代に印象に残るものだった。この城が地名の由来となった。ブランクフォールとは「白い要塞」を意味するblanca fortisから生まれた。
13世紀、城はイングランド王かつアキテーヌ公であるエドワード1世の所有となっていた。城はアルマニャック伯ジャン1世が相続したが、1335年にフランス王フィリップ6世に売却した。その後まもなくして豪族デュフォール家に売却され、フランス革命まで要塞として使われた。14世紀初頭、デュフォール家はギュイエンヌの最も強力な家系で、王の不在時に王の名代を務めた。ブランクフォールは彼らが所有していた。デュフォール家の支配はその後メドックの1/3に及び、アルカション湾と大西洋にまで達していた。
小さな城は、フランス王軍の攻撃からボルドーを防衛する責務を負った、王家の要塞として拡張された。ブランクフォールは百年戦争時代の戦略的要所だった。ダンジョンは6つの塔が建設されて拡張された。
一方で、現在のブライヤンやテールフォールに小さな城が築かれた。礼拝堂がまちのさらに北、ケシャックの村に建てられた。
カスティヨン＝ラ＝バタイユでのフランス軍勝利後の1453年、ボルドーが陥落する前にブランクフォールは占領された。これで百年戦争が終わった。その後数年間、城はルイ11世が所有するフランス王家の要塞となった。その後、王の副官であるアントワーヌ・ド・シャバンヌが砲兵射撃に対応する要塞の主となり、要塞はゴシック様式の装飾で彩られた。デュフォール家のブランクフォール支配はその後回復された。
要塞は徐々にその戦略的長所を失っていった。17世紀に焼失し、放棄されたが、革命時代に採石場として利用された。
17世紀、ディヨン城が建設され、ブランクフォールの村が復活した。ディヨン（Dillon）とはこの地に移住してきたアイルランド貴族の姓である。ブドウ栽培が、特に18世紀にアイルランド出身の2家族が取得したブレイヤンのドメーヌの周りで進められた。シャトー・デュ・ドエズはローマ時代のヴィッラの設計を持っていた。壮大なシャトー・ド・フォングラヴェは建築家ヴィクトール・ルイによって建設されている。彼はボルドー大劇場を建設した人物でもある。
コミューンはフランス革命で揺り動かされた。ブランクフォールの初代市長は革命家のピエール・タデ・サンクリックであったことが知られる。彼はかつて教区司祭であったが後に結婚して公証人となった。ブドウ栽培は19世紀にピークに達した。1900年には人口が約2000人に達し、ブドウ栽培に人口の大部分が関わっていた。1960年代以降、ブランクフォールは急速に成長した。コミューンは1968年に誕生したボルドー都市共同体に含まれた。広大な工業地帯が作られ、まもなく自動車製造のフォード・モータースが工場を移した。フォードはすぐに従業員4000人を抱える、アキテーヌ最大の民間企業となった。コミューンは、ボルドーの郊外都市としてボルドーと完全に統合されていく間に、ボルドー都市圏の開発を経験した。

## 交通
- 鉄道 - TERアキテーヌ、メドック線が停車するブランクフォール駅

## 人口統計
| 1962年 | 1968年 | 1975年 | 1982年 | 1990年 | 1999年 | 2006年 |
| ------ | ------ | ------ | ------ | ------ | ------ | ------ |
| 4017   | 4671   | 6918   | 9972   | 12843  | 13901  | 14944  |

参照元:1962年までEHESS、1968年以降INSEE